# 水蚕
水蚕（学名：Naiades cantrainii）为眼蚕科水蚕属的动物。分布于日本海、加利福尼亚沿岸、印度洋、大西洋、太平洋，包括东海、台湾海峡、南海等海域，属于热带和亚热带海区暖水种。